# 忻定県
忻定県（きんてい-けん）は中華人民共和国山西省にかつて存在した県。
1958年に忻県と定襄県が合併し誕生した。1961年に廃止され、忻県及び定襄県に分割された。